# Пінявка вербова
Пінявка вербова, пінниця вербова, антофора вербова (Aphrophora salicina) — вид шиєхоботних комах родини пінявкових (Aphrophoridae).

## Поширення
Вид поширений в Європі, Марокко, Середній Азії (Закавказзя, Алтай, Казахстан, Узбекистан та Киргизстан) та Північній Азії (Сибір, Забайкалля, Приморський край).

## Опис

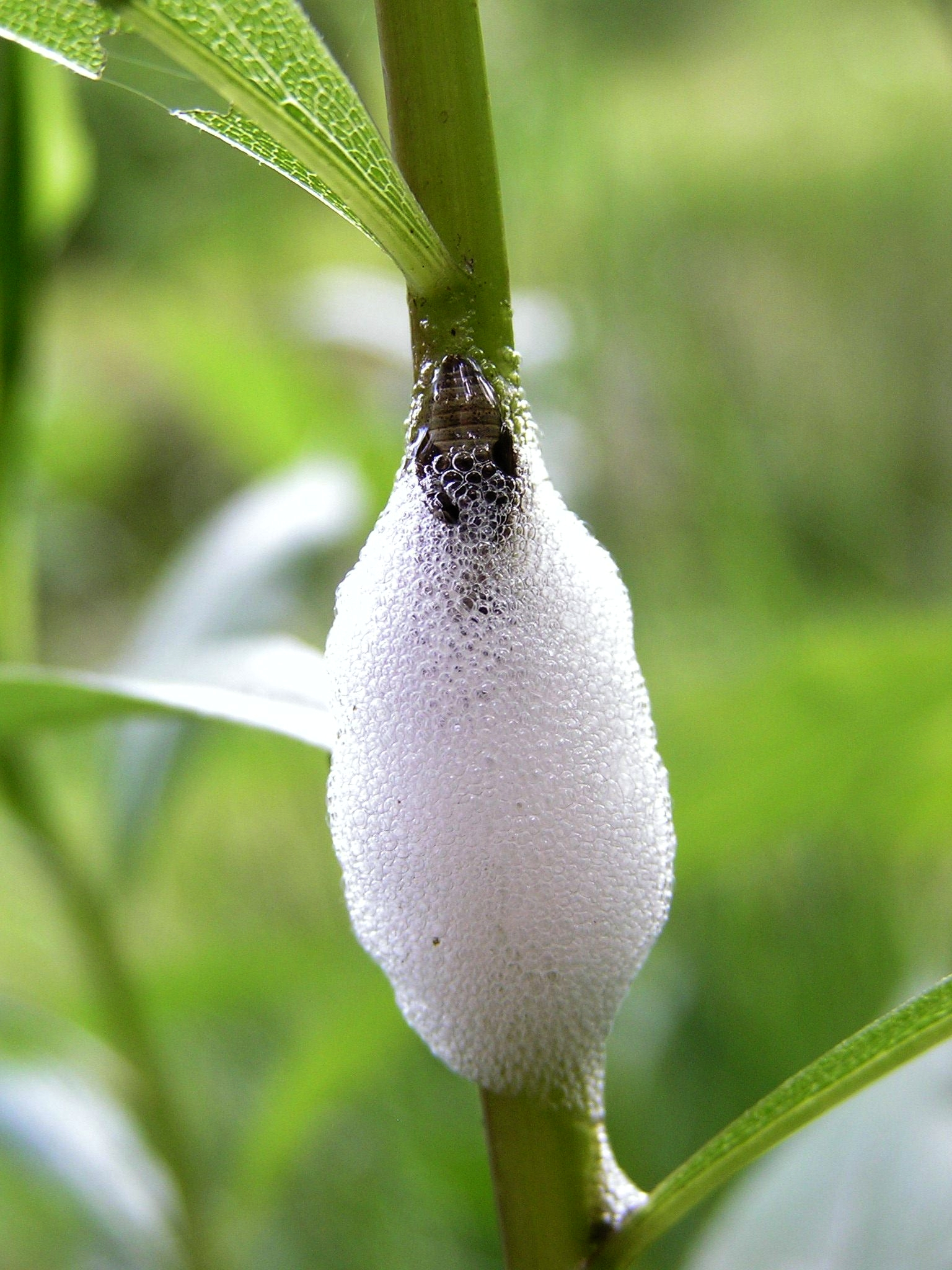
Личинка у пінному гнізді

Імаго завдовжки від 8,6 до 10,3 мм. Голова, переднеспинка, щиток і передні крила вкриті щетинками. На голові у них одна пара складних і одна пара звичайних очей. Відношення довжини тімені до його ширини разом з очима становить від 0,31 до 0,37. Губа сильно опукла. Фронтокліпеус із центральною смугою з обох боків, обмеженою рядом точок. Тім'яна пластинка вдвічі ширша за довжину. Гладкі і підняті на сильно пунктированій тім'яній частині середня лінія і задній край. Колір передніх крил рівномірно зеленувато-жовтий зі світлішими жилками в передній частині. Дорослі особини добре стрибають, використовуючи для стрибка всі три пари ніг.
Личинки темного забарвлення, оточені пінистою слинною речовиною, яку вони виділяють із задньої частини.

## Спосіб життя
Зимують яйця. Личинки вилуплюються навесні і живляться, висмоктуючи пагони верби. Після метаморфозу дорослі особини з'являються в червні та липні і живляться пагонами. Харчування личинок обмежує ріст пагонів, а живлення дорослих комах викликає згодом появу кільцеподібного здуття.